# Heike Funk
Heike Funk (* 17. Februar 1968 als Heike Feichtmayr in Bayreuth) ist eine ehemalige deutsche Triathletin. Sie ist deutsche Meisterin auf der Triathlon-Langdistanz (2002).

## Werdegang
Als Siebenjährige begann Heike Feichtmayr mit dem Schwimmsport und startete als Jugendliche u. a. in der 1. Bundesliga und für die Jugend-Nationalmannschaft.
1989 startete sie mit 22 Jahren in Bad Endorf bei ihrem ersten Triathlon, 1993 beendete sie in Kulmbach ihre erste Langdistanz beim Mönchshoftriathlon als Siegerin. Beim Ironman Europe im darauffolgenden Jahr qualifizierte sie sich in 9:33 h als siebte Frau für den Ironman Hawaii, wo sie hinter Ute Mückel, Sabine Westhoff und Ines Estedt viertschnellste deutsche Frau war. 1995 wurde Heike Feichtmayr Deutsche Vizemeisterin auf der Langdistanz.

### Siegerin auf der Langdistanz beim „Euroman“ 1996
Im August 1996 konnte sie in Zürich auf der Langdistanz den Euroman (Vorgängerveranstaltung des Ironman Switzerland) gewinnen und startete im Oktober zum zweiten Mal bei der Ironman World Championship auf Hawaii, wo sie in 10:14 h hinter Ute Mückel und Katja Schumacher drittschnellste deutsche Frau wurde. Parallel bestritt Heike Feichtmayr Wettkämpfe im Bayerncup sowie ab 1996 für den SC Riederau in der Triathlon-Bundesliga.
Im Frühjahr 2001 startete Heike Funk  beim Ironman Lanzarote, wurde aber nicht zuletzt durch zwei Pannen auf der Radstrecke zurückgeworfen. Knapp drei Monate später startete Heike Funk beim Ironman Switzerland, wo sie 1996 bereits die Vorgängerveranstaltung Euroman gewinnen konnte, und wurde Siebte.

### Deutsche Meisterin Triathlon-Langdistanz 2002
2002 wurde Funk in Kulmbach Deutsche Meisterin auf der Langdistanz.

### Profi-Triathletin seit 2003
2003 stellte sie bei der Challenge Roth in 9:28 h ihre Bestzeit über die Ironman-Distanz auf und wurde hinter Nicole Leder Deutsche Vizemeisterin. Ein Jahr später wurde sie an gleicher Stelle Vierte und nur zwei Wochen später bei der Langdistanz-EM im Rahmen des Allgäu Triathlon wurde sie Fünfte.
2008 wurde Heike Funk Zweite beim Ironman UK in Sherborne.

### Deutsche Vizemeisterin Wintertriathlon 2011
Im Februar 2011 wurde sie Deutsche Vizemeisterin im Winter-Triathlon. 2011 und 2014 startete sie in der Altersklasse beim Ironman Wales, qualifizierte sich beide Male für den Ironman Hawaii, nahm aber nur den Startplatz für 2015 wahr. Dort wurde sie 23. in der AK 45.
Heike Funk startete für Tristar Regensburg, den SC Riederau sowie die Sportgemeinschaft Katek Grassau, seit 2014 ist sie Gründungsvorsitzende von Triathlon Grassau.
2012 war sie Schirmherrin für die „Junior Challenge“ im Rahmen der Challenge Roth. Bei diesem Triathlon für Kinder und Jugendliche belegte ihr ältester Sohn Frederic im Alter von fünf Jahren bei seinem ersten Triathlonstart den dritten Platz.
Bei der Triathlon-Europameisterschaft gewann sie im Juni 2017 in Kitzbühel in der Altersklasse 45–49. Mit dem zehnten Rang beim Ironman Wales konnte sie im September auch hier die Altersklasse für sich entscheiden.
Seit 2021 tritt Heike Funk nicht mehr international in Erscheinung.

## Privates
Funk hat Grundschulpädagogik an der Universität Erlangen-Nürnberg studiert. 1996 heiratete sie und startet seitdem als Heike Funk. Die Familie hat drei Kinder. Der älteste Sohn Frederic Funk (* 1997) ist als Triathlon-Profi international erfolgreich.
Seit 2003 lebt Funk mit ihrer Familie in Unterwössen im Chiemgau und ist seither an einer Grund- und Hauptschule in Übersee tätig.

## Sportliche Erfolge
| Datum/Jahr    | Rang | Wettbewerb                                                 | Austragungsort | Zeit     | Bemerkung |
| ------------- | ---- | ---------------------------------------------------------- | -------------- | -------- | --- |
| 27. Juni 2021 | DNF  | ETU Middle Distance Triathlon European Championships 50–54 | Walchsee       | –        | ETU-Europameisterschaft auf der Halbdistanz bei der Challenge Walchsee-Kaiserwinkl                                      |
| 2. Sep. 2018  | 21   | Challenge Walchsee-Kaiserwinkl                             | Walchsee       | 05:04:28 | |
| 16. Juni 2017 | 1    | ETU Triathlon European Championship 45–49                  | Kitzbühel      | 02:31:24 | Siegerin der Altersklasse 45–49 bei der Europameisterschaft auf der olympischen Kurzdistanz                             |
| 28. Juni 2015 | 1    | T3 Triathlon Düsseldorf                                    | Düsseldorf     | 02:23:21 | Siegerin auf der olympischen Distanz                                                                                    |
| 14. Juni 2015 | 2    | Ingolstadt Triathlon                                       | Ingolstadt     | 04:23:09 | Zweite auf der Mitteldistanz                                                                                            |
| 17. Mai 2015  | 4    | Heidesee-Triathlon                                         | Forst          | 01:40:34 | verkürzte olympische Distanz (1 km Schwimmen, 32 km Radfahren und 7,5 km Laufen)                                        |
| 20. Juni 2014 |      | ETU-Kurzdistanz-Europameisterschaft                        | Kitzbühel      | 02:31:49 | Platz fünf bei der ETU-Europameisterschaft in der Klasse W45                                                            |
| 12. Aug. 2013 | 41   | Ironman 70.3 Germany                                       | Wiesbaden      | 05:19:48 | dritter Rang bei der Ironman 70.3-Europameisterschaft in der Klasse W45                                                 |
| 30. Juni 2013 | 5    | DTU Deutsche Meisterschaft Triathlon                       | Düsseldorf     | 02:12:18 | als Fünfte aller Frauen Deutsche Meisterin der Altersklasse Senioren 2                                                  |
| 16. Juni 2013 | 6    | Ingolstadt Triathlon                                       | Ingolstadt     | 04:16:49 | Mitteldistanz |
| 15. Juli 2012 | 2    | Karlsfelder Triathlon                                      | Karlsfeld      | 02:25:14 | |
| 26. Juni 2011 | 7    | Rothsee-Triathlon                                          | Roth           | 02:16:44 | |
| 7. Mai 2011   | 3    | Austria 1/2 Iron Triathlon                                 | Graz           | 04:37:19 | [ 8 ] |
| 17. Juli 2011 | 2    | Ingolstadt Triathlon                                       | Ingolstadt     | 02:11:00 | [ 9 ] |
| 13. Juni 2010 | 1    | Ingolstadt Triathlon                                       | Ingolstadt     | 02:19:42 | Siegerin auf der olympischen Distanz bei der Erstaustragung                                                             |
| 3. Mai 2009   | 1    | City Triathlon Amberg                                      | Amberg         | 02:14:28 | Sieg auf der olympischen Distanz (1,5 km Schwimmen, 40 km Radfahren und 10 km Laufen) neben Timo Bracht bei den Männern |
| 10. Aug. 2008 | 1    | Erlanger Triathlon                                         | Erlangen       | 04:13:34 | Mitteldistanz |
| 20. Juli 2008 | 1    | Karlsfelder Triathlon                                      | Karlsfeld      | 02:20:13 | |
| 22. Juni 2008 | 1    | Stadttriathlon Erding                                      | Erding         | 02:31:53 | hinter Nicole Leder, Katrin Esefeld und Simone Mortier                                                                  |
| Juni 2008     | 2    | Steinberger See Triathlon                                  | Steinberg      | 04:03:00 | Mitteldistanz |
| 24. Mai 2008  | 4    | Linz Triathlon                                             | Linz           | 04:51:25 | Mitteldistanz |
| 11. Mai 2008  | 3    | City-Triathlon Amberg                                      | Amberg         |          | |
| 17. Juni 2007 | 2    | Stadttriathlon Erding                                      | Erding         | 02:25:24 | hinter Nicole Leder, vor Katrin Esefeld                                                                                 |
| 28. Mai 2006  | 8    | Stadttriathlon Erding                                      | Erding         | 02:21:44 | |
| 30. Apr. 2006 | 3    | Stadt-Triathlon München                                    | München        | 01:05:12 | beim Sprint-Triathlon hinter Irina Kirchler und Anja Ippach                                                             |
| 17. Juli 2005 | 1    | Karlsfelder Triathlon                                      | Karlsfeld      | 02:22:25 | vor Ute Mückel |
| 19. Juni 2005 | 1    | Stadttriathlon Erding                                      | Erding         | 02:26:39 | |
| 29. Mai 2005  | 4    | Stadt-Triathlon München                                    | München        | 01:03:09 | beim Sprint-Triathlon hinter Rebecca Robisch, Anja Ippach und Ute Mückel                                                |
| 20. Juni 2004 | 1    | Stadttriathlon Erding                                      | Erding         | 02:21:24 | |
| 22. Juni 2003 | 1    | Challenge Erding                                           | Erding         | 02:18:27 | vor Nicole Leder, Kurzdistanz im Rahmen der Worlds Best-Serie '13                                                       |
| 7. Juni 2003  | 1    | Challenge Hilpoltstein                                     | Hilpoltstein   | 04:18:43 | vor Nicole Leder, Mitteldistanz im Rahmen der Worlds Best-Serie '13                                                     |
| 2002          | 1    | Karlsfelder Triathlon                                      | Karlsfeld      |          | |
| 30. Juni 2002 | 3    | Rothsee-Triathlon                                          | Roth           | 02:13:01 | |
| Juni 2002     | 1    | Triathlon Kallmünz                                         | Kallmünz       | 02:04:21 | |
| 2001          | 1    | Rothsee-Triathlon                                          | Roth           | 02:09:41 | |
| 7. Aug. 1993  | 6    | Deutsche Meisterschaften Kurzdistanz                       | Mengen         | 02:28:36 | |
| 16. Aug. 1992 | 11   | Deutsche Meisterschaften Kurzdistanz                       | Köln           | 02:09:12 | |
| 1989          | 3    | Triathlon Bad Endorf                                       | Bad Endorf     |          | erster Triathlon |

| Datum/Jahr    | Rang | Wettbewerb                                         | Austragungsort | Zeit     | Bemerkung |
| ------------- | ---- | -------------------------------------------------- | -------------- | -------- | --- |
| 10. Sep. 2017 | 10   | Ironman Wales                                      | Pembrokeshire  | 11:59:26 | Siegerin der Altersklasse                                                                                       |
| 14. Sep. 2014 | 8    | Ironman Wales                                      | Tenby          |          | |
| 11. Sep. 2011 | 12   | Ironman Wales                                      | Tenby          | 11:34:00 | 3. Platz AK 40-44                                                                                               |
| 1. Aug. 2010  | 52   | Ironman Regensburg                                 | Regensburg     | 11:12:09 | |
| 7. Sep. 2008  | 2    | Ironman UK                                         | Sherborne      | 10:24:41 | zweiter Rang hinter Bella Comerford                                                                             |
| 7. Aug. 2005  | 21   | ITU WM Langdistanz                                 | Fredericia     | 07:01:34 | 4 km Schwimmen, 120 km Radfahren und 30 km Laufen; als beste deutsche Starterin                                 |
| 3. Juli 2005  | 10   | Challenge Roth                                     | Roth           | 10:12:37 | |
| 18. Juli 2004 | 5    | ETU Long Distance Triathlon European Championships | Immenstadt     | 07:51:41 | 4 km Schwimmen, 120 km Radfahren und 30 km Laufen                                                               |
| 4. Juli 2004  | 4    | Challenge Roth                                     | Roth           | 09:42:26 | hinter Nicole Leder, Belinda Granger und Ute Mückel                                                             |
| 6. Juli 2003  | 2    | DTU Deutsche Meisterschaft Triathlon Langdistanz   | Roth           | 09:28:33 | zweiter Rang hinter Nicole Leder, Langdistanz im Rahmen der Worlds Best-Serie 2003 im Rahmen des Challenge Roth |
| 10. Aug. 2002 | 1    | DTU Deutsche Meisterschaft Triathlon Langdistanz   | Kulmbach       | 10:05:00 | Deutsche Triathlon-Meisterin auf der Langdistanz                                                                |
| 5. Aug. 2001  | 7    | Ironman Switzerland                                | Zürich         | 10:23:54 | |
| 21. Mai 2001  | 6    | Ironman Lanzarote                                  | Lanzarote      | 11:25:39 | |
| 26. Okt. 1996 | 22   | Ironman Hawaii                                     | Hawaii         | 10:14:40 | |
| 11. Aug. 1996 | 1    | Euroman                                            | Zürich         |          | Sieg im Triathlon auf der Langdistanz (3,86 km Schwimmen, 180,2 km Radfahren und 42,195 km Laufen)              |
| 1995          | 2    | DTU Deutsche Meisterschaft Triathlon Langdistanz   | Deutschland    |          | |
| 15. Okt. 1994 | 25   | Ironman Hawaii                                     | Hawaii         | 10:31:42 | |
| 10. Juli 1994 | 7    | Ironman Europe                                     | Roth           | 09:33:48 | |
| 1993          | 1    | Trebgast Triathlon                                 | Kulmbach       |          | erste Langdistanz                                                                                               |

| Datum/Jahr    | Rang | Wettbewerb                                 | Austragungsort | Zeit     | Bemerkung                                                                                  |
| ------------- | ---- | ------------------------------------------ | -------------- | -------- | ------------------------------------------------------------------------------------------ |
| 10. März 2013 | 9    | DTU Deutsche Meisterschaft Wintertriathlon | Oberstaufen    | 01:23:55 |                                                                                            |
| 27. Feb. 2011 | 2    | DTU Deutsche Meisterschaft Wintertriathlon | Oberstaufen    | 01:21:49 | zweiter Rang hinter Ellen Stockheim (6 km Laufen, 10 km Mountainbike und 8 km Skilanglauf) |